# Trey Murphy III
Kenneth "Trey" Murphy III, född 18 juni 2000 i Durham i North Carolina, är en amerikansk professionell basketspelare (SF/PF) som spelar för New Orleans Pelicans i National Basketball Association (NBA).
Han draftades av Memphis Grizzlies i första rundan i 2021 års draft som 17:e spelare totalt.
Innan Murphy blev proffs studerade han först på Rice University och spelade för deras idrottsförening Rice Owls. Han blev senare överförd till University of Virginia för spel i Virginia Cavaliers.